# Riccardo Ferri
Riccardo Ferri, född 20 augusti 1963 i Crema, är en italiensk före detta fotbollsspelare.

## Karriär
Ferri gjorde sin debut för Inter i oktober 1981 och gjorde totalt 13 säsonger i klubben. 1989 vann han Serie A och 1991 segrade Inter i UEFA-cupen. 1994 flyttade Ferri till Sampdoria tillsammans med lagkamraten Walter Zenga, där han avslutade spelarkarriären två år senare.
För Italiens landslag gjorde Ferri 45 landskamper och var med i EM 1988 samt VM 1990. Han deltog även i OS 1984.

## Meriter
Inter
- Serie A: 1989
- UEFA-cupen: 1991

Italien
- VM-brons: 1990